# Palazzo Castiglioni
Palazzo Castiglioni è uno storico palazzo di Milano, sito in corso Venezia al civico 47.

## Caratteristiche
Costruito da Giuseppe Sommaruga (1867-1917) nel 1901-1904, costituisce il "manifesto" artistico del liberty a Milano. L'edificio fu realizzato dall'impresa Costruttori F.lli Galimberti a tre piani, con due facciate, una principale sulla strada e una secondaria sul giardino, più gli annessi staccati dal corpo principale e costituenti le scuderie e la rimessa.
Questo palazzo ha un basamento con bugnato grezzo che riprende le forme naturali della roccia; le altre decorazioni presenti sono una ripresa dello stucco in stile settecentesco.
Attualmente è sede dell'Unione Commercianti di Milano. (Unione del commercio - Confcommercio)
Il palazzo deriva una parte consistente del suo interesse dall'elevata qualità dei materiali e delle lavorazioni artistiche e artigianali, secondo l'obiettivo tipicamente liberty dell'opera d'arte "totale" che coinvolge tutte le discipline artistiche e artigianali. Tra i fornitori e artigiani, per esempio, giocarono un ruolo particolarmente importante la ditta Porroni di Canzo, che si occupò con elevata perizia dei sarizzi,
e la ditta Corda e Malvestito che fornì i ceppi.

## Storia del palazzo
L'imprenditore Ermenegildo Castiglioni, che nel 1886 aveva ereditato dal nonno Ermenegildo Castiglioni una grande fortuna, decise nel 1900 di costruire un palazzo in corso Venezia, a Milano. Nelle sue intenzioni l'edificio doveva differenziarsi da tutti gli altri ed a questo fine incaricò della progettazione l'architetto Giuseppe Sommaruga, noto per diverse interessanti soluzioni. 

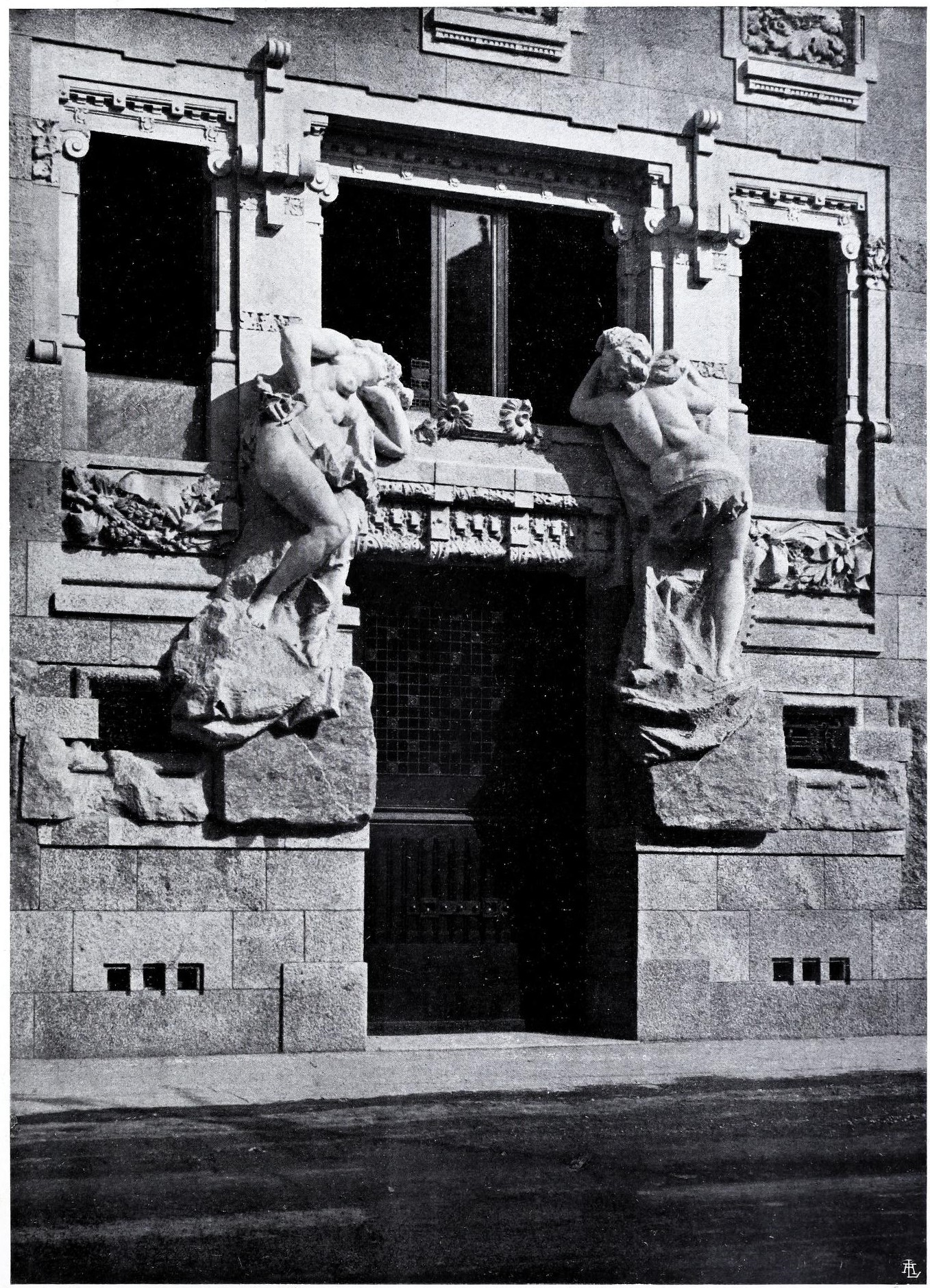
La porta originaria del palazzo verso il Corso Venezia.

Questo atteggiamento del committente, quasi da nobile del Seicento, volenteroso di manifestare la propria grandezza, si può ritrovare nel palazzo (particolarmente imponente se paragonato al restante liberty italiano) e nella volontà di realizzare un edificio di uno stile piuttosto nuovo per l'Italia (il liberty, appunto) in un contesto tra i più nobili della città, quasi in un atteggiamento di sfida ai benpensanti e conservatori concittadini.
Una sfida probabilmente persa dato che, quando nel 1903 furono tolti i ponteggi dalla facciata, l'opinione pubblica si schierò fortemente contro fino ad ottenere di far rimuovere due statue di figure femminili colossali poste sopra il portale d'ingresso. Le due statue, opera di Ernesto Bazzaro, suscitarono scandalo tanto da far pubblicare vignette satiriche sulla vicenda del palazzo Castiglioni sul giornale Il Guerin Meschino nei mesi successivi all'inugurazione (17-24-31 maggio e 11-14 giugno e 19 luglio). Le figure femminili risultavano incomprensibili nel loro significato simbolico (in realtà ben rappresentavano l'una la pace e l'altra l'industria), secondariamente erano criticate perché non avevano un ruolo preciso, non erano cariatidi a sostenere il portale o un balcone, e in ultimo (ma sicuramente era questo l'argomento principale) si accusavano di essere troppo procaci e nude (il popolino milanese prese a definire ironicamente il palazzo la Ca' di ciapp, ovvero Casa delle chiappe).
Le due statue furono così trasferite nei magazzini della ditta Galimberti, l'impresa a cui era stata affidata la costruzione del palazzo, e successivamente poste su un fianco di villa Luigi Faccanoni, sempre a Milano. Il portale, rimasto privo di questi due elementi importanti, dovette essere modificato: fu rialzato occupando parte della finestra superiore, la quale nella restante parte fu tamponata da un bassorilievo: il risultato finale fu quello di togliere forza all'elemento centrale del palazzo, ovvero il portale e il gruppo di finestre del piano nobile che lo sovrastavano, che adesso risulta della stessa enfasi del portale laterale di servizio, che è arricchito superiormente da una bella finestra tripartita.
A proposito della modifica delle decorazioni in facciata, scriveva nel numero dell'aprile 1905 de L'Edilizia Moderna l'architetto Formenti:
Gli arredi interni furono distrutti dalle truppe americane che occuparono il palazzo nel 1945 e li utilizzarono come legna da ardere. Si salvarono le decorazioni, i ferri battuti e le lampade.
L'edificio fu sottoposto a vincolo monumentale il 5 marzo 1957. Nel 1965 l'Associazione Calcio Milan trasferì la sua sede in questo palazzo, dove rimase fino all'anno successivo, quando si spostò in via Filippo Turati 3.
Nel 1967 gli eredi della famiglia Castiglioni vendettero il palazzo all'Unione del Commercio a causa degli eccessivi costi di manutenzione e della tassa relativa alla costruzione della linea metropolitana 1. L'arch. Eugenio Gerli e l'ing. Giorgio Keffer firmarono il progetto di trasformazione dell'edificio in uffici con il mantenimento del solo ingresso, dello scalone, della veranda, di alcune sale al piano nobile, delle facciate e della palazzina su via Marina. Il resto dell'edificio fu svuotato, sotto il giardino venne costruito un auditorium, la palazzina su via Marina fu inglobata in un edificio moderno. Al progetto si oppose la studiosa del Liberty Rossana Bossaglia che chiese alla Soprintendenza di negare la autorizzazione e di destinare l'edificio a museo del Liberty. Nonostante il vincolo il Soprintendente dell'epoca Gisberto Martelli approvò il progetto dopo un lungo carteggio con l'Unione del Commercio che minacciava di abbandonare il palazzo al degrado.

## Galleria d'immagini

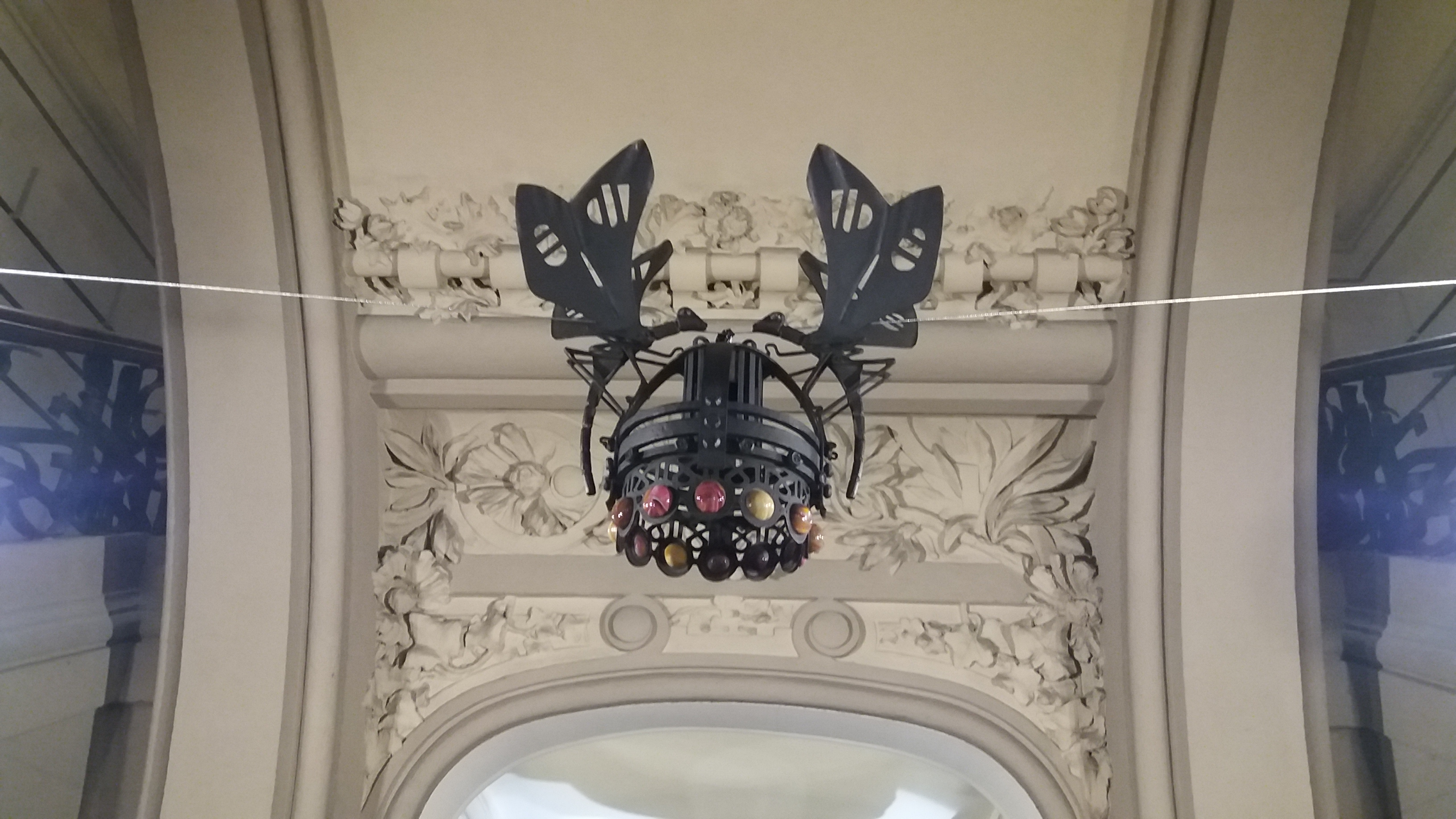
Lampada di Alessandro Mazzucotelli originariamente nella portineria
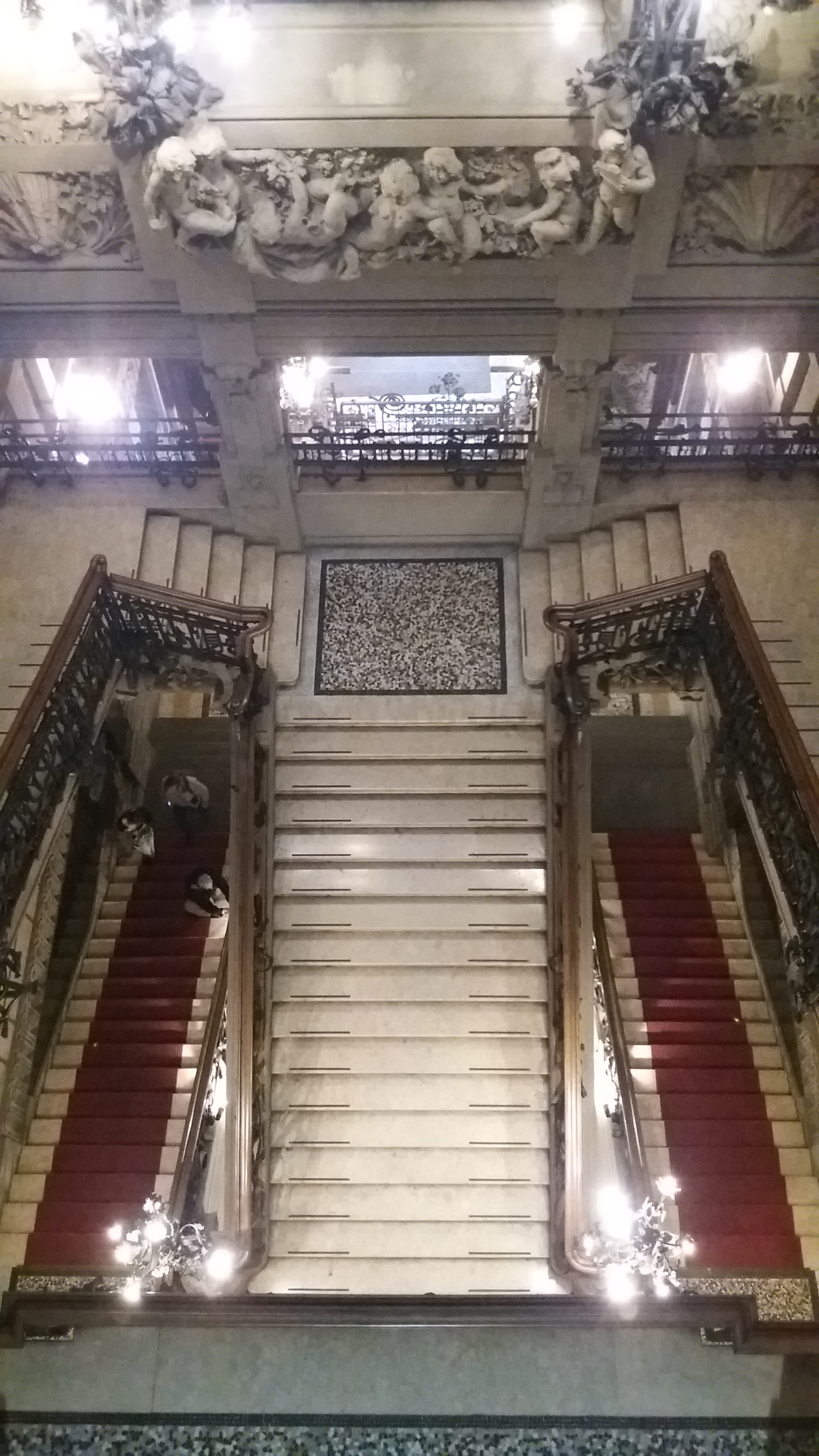
Scalone
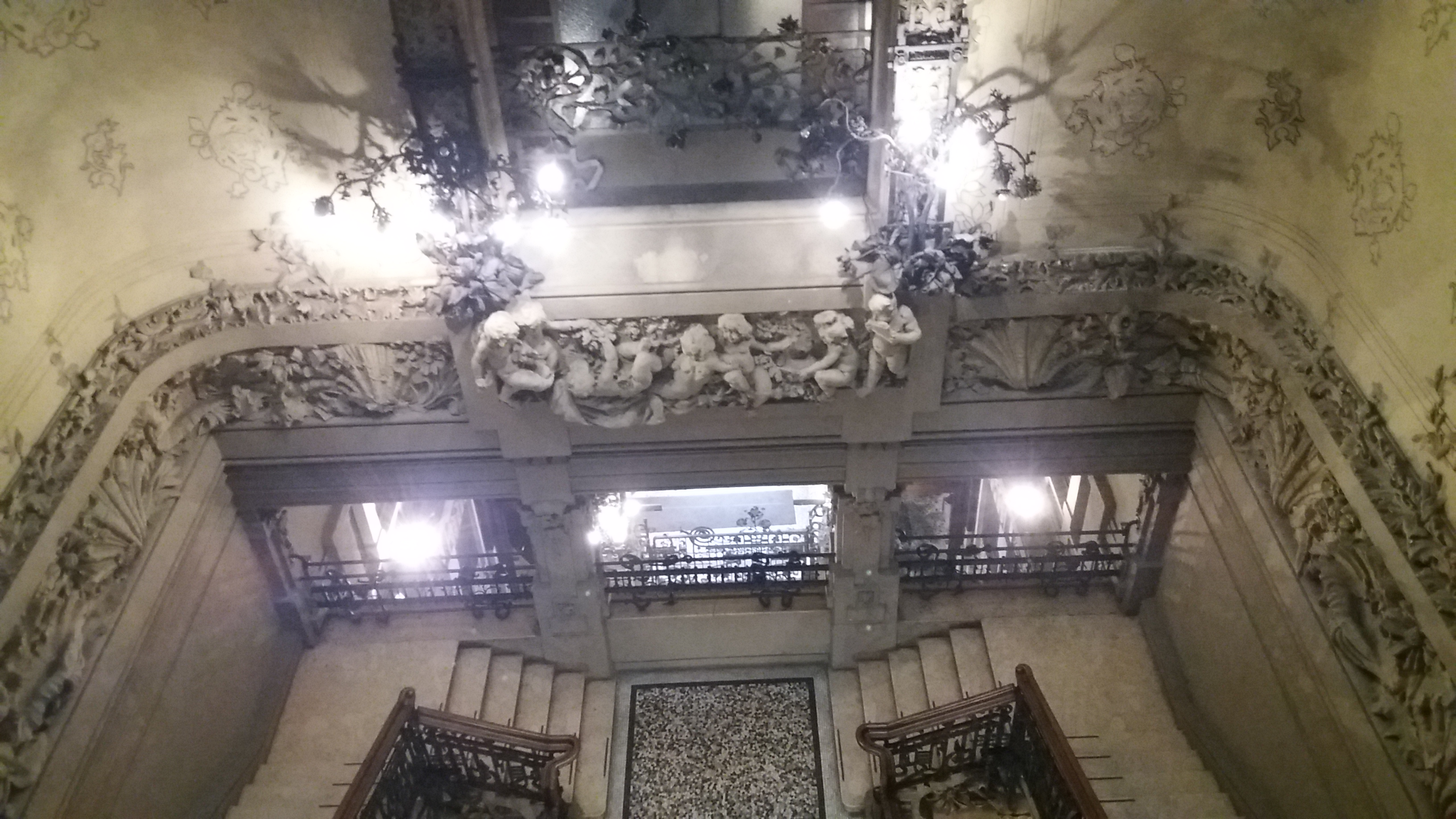
Scalone